# Ross Adams
Ross Adams é um ator de televisão Inglês originalmente de Consett em County Durham mais conhecido por seu papel como Jeff Bowyer na comédia do BBC Three The Gemma Factor, ao lado de Anna Gilthorpe, Claire King , Gwyneth Powell e Angus Barnett e, mais recentemente, para jogar o papel regular de Scott Drinkwell na novela Hollyoaks.
Adams se mudou para Manchester com a idade de 18 anos para estudar artes cênicas na Universidade de Salford. Na graduação, ele garantiu um agente e tem aparecido em vários dramas de televisão e comédias, incluindo Blue Murder, Emmerdale, I'm With Stupid, e Eleventh Hour ao lado de Patrick Stewart.
Ele também trabalha frequentemente no campo de voice-overs, tendo expressas vários comerciais e documentários, principalmente de Kellogg Frosties. 
Ele também já trabalhou como assistente do produtor da série para Coronation Street antes de passar para Emerdale como um storyliner. Tendo histórias escritas para mais de 400 episódios que, em seguida, tornou-se um editor de scripts; deixando o show em fevereiro de 2015 para começar a filmar Hollyoaks.
Ele também está envolvido e ensina a Desempenho de Academia em Media City em Salford.
Adams foi indicado para o prêmio RTS Television no Royal Television Society Awards 2010 no "Melhor Performance em Comédia" categoria por seu papel como Jeff no The Gemma Factor.
Adams começou a aparecer como um regular na novela Hollyoaks, como Scott Drinkwell em 27 de abril de 2015.

## Prêmios
| Ano  | Cerimônia            | Prêmio                          | Obra                           | Resultado |
| 2016 | Prêmios British Soap | "Melhor Performance de Comédia" | Hollyoaks como Scott Drinkwell | Indicado  |